# 13752 Grantstokes
13752 Grantstokes este un asteroid din centura principală de asteroizi.

## Descriere
13752 Grantstokes este un asteroid din centura principală de asteroizi. A fost descoperit pe 17 septembrie 1998 la Stația Anderson Mesa în cadrul programului LONEOS. Asteroidul prezintă o orbită caracterizată de o semiaxă mare de 2,43 ua, o excentricitate de 0,19 și o înclinație de 7,1° în raport cu ecliptica.